# Giulia Steigerwalt
Giulia Louise Steigerwalt (* 13. April 1982 in Houston, Texas) ist eine US-amerikanische Schauspielerin, Drehbuchautorin und Filmregisseurin italienischer Abstammung.

## Leben
Steigerwalt lebt und arbeitet ausschließlich in Italien. Sie legte die Doktorwürde in Philosophie cum laude ab. In der Folge machte sie den Master in Film Art Management an der Wirtschaftlichen Fakultät der Universität Rom.
Im Jahr 1999 gab Steigerwalt ihr Filmdebüt als Schauspielerin in Come te nessuno mai unter der Regie von Gabriele Muccino. Mit Muccino entstand in der Folge der Film L’ultimo bacio, und 2001 mit Regisseur Marcello Cesena Mari del sud. Die Rolle der Chiara in Unter der Sonne der Toskana (Under the Tuscan Sun) unter der Regie von Audrey Wells bescherte ihr in Italien und darüber hinaus eine größere Popularität. Ihre Darstellung der Greta in dem Fernsehfilm Noi due wurde beim Festival del Cinema di Salerno 2007 mit einem Preis ausgezeichnet.
Ab 2013 wandte sich Steigerwalt von der Schauspielerei ab und begann als Drehbuchautorin im italienischen Film und Fernsehen Fuß zu fassen. Sechs Jahre später inszenierte sie mit Settembre (2019) mit Luca Nozzoli und Margherita Rebeggiani in den Hauptrollen ihren ersten Kurzfilm. Der Durchbruch als Filmemacherin ebnete ihr die gleichnamige Spielfilmfassung Settembre (2022), in der erneut die beiden jugendlichen Darsteller neben Barbara Ronchi, Fabrizio Bentivoglio und Tesa Litvan auftraten. Die romantische Komödie über eine verschlossene Teenagerin (Rebeggiani), der Mutter ihres Schwarms (Ronchi) und deren Arzt (Bentivoglio), die alle einen Neuanfang anstreben, brachte Steigerwalt  mit dem  Nastro d’Argento (2022) und David di Donatello (2023) Italiens wichtigste Filmpreise als beste Nachwuchsregisseurin ein.
Im Jahr 2024 inszenierte Steigerwalt ihren zweiten Spielfilm nach eigenem Drehbuch, Diva Futura. Zum Schauspielensemble gehörten erneut Barbara Ronchi sowie Tesa Litvan. Das Werk brachte ihr eine Einladung in den Hauptwettbewerb des Filmfestivals von Venedig ein.

## Filmografie

### Schauspiel

#### Kino
- 1999: So wie du ist keine (Come te nessuno mai)
- 2001: Ein letzter Kuss (L’ultimo bacio)
- 2001: Südsee ade (Mari del Sud)
- 2002: Volesse il cielo!
- 2002: Paz!
- 2003: Prima dammi un bacio
- 2003: Unter der Sonne der Toskana (Under the Tuscan sun)
- 2007: Come tu mi vuoi
- 2008: The Eternal City
- 2008: Wir schaffen das schon (Si può fare)
- 2009: Iago
- 2011: Oltre il mare
- 2020: Il giorno più bello

#### Fernsehen
- 2002: Le ragioni del cuore (Miniserie)
- 2002: Lo zio d’America (Miniserie)
- 2004: Le stagioni del cuore (Serie)
- 2005: Una famiglia in giallo (Miniserie)
- 2006: Lo zio d’America 2 (Miniserie)
- 2006: Il vizio dell’amore (Serie)
- 2008: Noi due

### Drehbuch
- 2013: Fiabeschi torna a casa
- 2015–2016: Zio Gianni (Fernsehserie, 34 Folgen)
- 2017: Babylon Sisters
- 2017: Moglie e marito
- 2018: Nerede
- 2019: Croce e delizia
- 2019: Il campione
- 2019: Settembre (Kurzfilm)
- 2021: Die Augen von Marilyn (Marilyn ha gli occhi neri)
- 2022: Settembre
- 2022: Tell it like a Woman (Segment Unspoken)
- 2024: Diva Futura

### Regie
- 2019: Settembre (Kurzfilm)
- 2022: Settembre (Spielfilm)
- 2024: Diva Futura

## Auszeichnungen
- 2019: SIAE Nastro d’Argento für Il campione und Croce e delizia

Erhaltene Preise für Settembre:
- 2022: Italienisches Kinofestival von Annecy – Prix CICAE
- 2022: Lecce Festival del Cinema Europeo – Premio Mario Verdone (Bestes italienisches Filmdebüt)
- 2022: Nastro d’Argento (Beste Nachwuchsregie)
- 2022: Saturnia Film Festival – Bester Film und Women in Cinema Award
- 2023: festival Dolce Cinema, Les Rencontres du Cinéma Italien à Grenoble – Publikumspreis (Bester Film)
- 2023: David di Donatello (Beste Nachwuchsregie)